# Rob Wainwright
Rob Wainwright (Carmarthen, 17 september 1967) is een Brits ambtenaar. Van 16 april 2009 tot 1 mei 2018 was hij directeur van Europol.

## Levensloop
Wainwright is afkomstig uit Wales en studeerde aan de London School of Economics en slaagde hier in 1989 als BSc (Bachelor of Science). Daarna oefende hij verschillende managementfuncties uit bij de landelijke overheid en hield hij zich bezig met georganiseerde criminaliteit, contraterrorisme en analyse van veiligheidsinlichtingen.
Van 2000 tot 2003 was Wainwright bestuurder bij Europol in Den Haag en leidde hij gelijktijdig de Britse Europol-eenheid in Londen. In 2003 werd hij benoemd tot directeur voor internationale betrekkingen van de toenmalige National Criminal Intelligence Service (NCIS) en was hij verantwoordelijk voor internationale operaties, en de ontwikkeling en implementatie van een Britse strategie tegen illegale immigratie.
Aansluitend leidde hij vanaf 2006 de internationale afdeling van de Serious Organised Crime Agency (SOCA), met jaarlijks 20.000 opsporingsonderzoeken. Per 16 april 2009 volgde hij de Duitser Max-Peter Ratzel op als directeur van Europol. Op 2 mei 2018 werd hij opgevolgd door Catherine De Bolle.